# Petroleros de Salamanca
Para el equipo de béisbol, véase Petroleros de Salamanca (béisbol).
Jugadores de 1980: Equipo de Segunda División: 🇲🇽 Rubí Valencia, 🇲🇽 Antonio Melchor, 🇲🇽 Vicente Galván, 🇲🇽 "Chilo", 🇲🇽 Ángel González, 🇲🇽 Raymundo González, 🇲🇽  Salvador Reyes  (DT), 🇲🇽 Fernando Salazar Rojas, 🇲🇽 José Antonio Gil, 🇲🇽 Miguel Ángel "Kamamoto" Jiménez, 🇲🇽 Ayala y 🇲🇽 CurielEl Petroleros de Salamanca Catedráticos Fútbol Club es un equipo de futbol ubicado en la ciudad de Salamanca, Guanajuato, México. El equipo surgió con el cambio de sede de una franquicia de la Liga de Ascenso de México. En el torneo Apertura 2006 disputó la final de esa categoría contra el Puebla F.C., de haberla ganado hubiera obtenido medio boleto para ascender a la Primera División de México, sin embargo perdería esta final por marcador de 5-6, resolviéndose en penales. Los Petroleros de Salamanca fueron filiales de los Jaguares de Chiapas hasta la temporada del Clausura 2007, y tuvo convenio deportivo con el San Luis FC. En el Torneo Clausura 2009, el equipo logró llegar a la liguilla, derrotando a los Dorados de Sinaloa en cuartos de final y en semifinal fue derrotado por el Club Tijuana. Para el Torneo Clausura 2009 cambia de sede y nombre y por no contar con la certificación que la Federación Mexicana de Fútbol estipulo a los equipos de la Primera división 'A' mexicana forzosamente cambia de sede a La Piedad, Michoacán para así convertirse en los Reboceros De La Piedad. En la temporada 2009/2010 Salamanca juega en la nueva liga premier de ascenso que es la tercera categoría del fútbol profesional en México. En la temporada 2013-2014 resurgió para jugar en la tercera división profesional que es la cuarta categoría del fútbol profesional en México, teniendo de sede el Estadio Molinito como en sus inicios y logrando consolidarse como uno de los equipos más importantes en esta división. En 2022 el equipo resurgió a través de la franquicia de Catedráticos Elite.

## Historia
El equipo nace a finales de los 50 en la ciudad de Salamanca, Guanajuato, usando el escudo y los colores guinda de la ciudad en su primer uniforme. El equipo se registra en la nueva creada segunda división de México donde participa de 1958 a 1961 donde desaparece por primera vez. El equipo regresa nuevamente en 1964 impulsado por una compañía de petróleo y desde ahí se les conoce como Petroleros de Salamanca. El equipo regresa en actividad nuevamente en la segunda división donde participa de 1964 a 1986 donde desaparece por segunda vez. En las décadas de los 50 y 60 Salamanca jugaba en el estadio conocido como el "MOLINITO", sede que utilizarían de forma alterna en algunas temporadas de los años 80 y 90.

### Motes del equipo
El club Salamanca tuvo a lo largo de su historia distintos motes, los más conocidos fueron Guindas y Petroleros, sin embargo en sus inicios Salamanca era conocido como los "Mapaches de Salamanca", e incluso en la década de los 90 fueron conocidos como Tecos Salamanca debido a la relación deportiva que tenían con la Universidad Autónoma de Guadalajara, en esta etapa del club disputaban sus juegos en el estadio El Molinito. Es común que los aficionados se identifiquen más con el mote de "Guindas" por ser el color de la ciudad y del equipo.

### El retorno y la época en Primera División 'A'
En el 2001 la paraestatal petrolera PEMEX nuevamente se une al deporte primero creando un equipo de básquetbol llamado Petroleros de Salamanca cual participa en la liga profesional de básquetbol de México. No fue hasta el 2004 cuando la compañía petrolera compra al Inter de Tijuana y lo muda a la ciudad de Salamanca donde juega nuevamente con el nombre Petroleros de Salamanca. El equipo participa en el Apertura 2004, donde tuvo un torneo regular.
En el torneo Apertura 2006 disputó la final de esa categoría contra Puebla F.C.: de haberla ganado hubiera obtenido medio boleto para ascender a la primera división, sin embargo perdería esta final por marcador de 5-6, resolviéndose en penales.
Los Petroleros de Salamanca fueron filiales de Jaguares de Chiapas hasta la temporada de Clausura 2007, y ahora tendrán convenio deportivo con el Club San Luis.
En el Clausura 2009, el equipo logró llegar a la liguilla, derrotando a Dorados de Sinaloa en cuartos de final y en semifinal fue derrotado por Tijuana.
Para el Apertura 2009 cambia de sede y nombre, por no contar con la certificación que la Federación Mexicana de Fútbol estipulo a los equipos de la Primera división 'A' de México forzosamente cambia de sede a La Piedad, Michoacán para convertirse en los Reboceros De La Piedad.
Para la temporada 2009/2010, Salamanca jugó en la Liga Premier de Ascenso, tercera categoría del fútbol profesional en México. El club se mantuvo únicamente una temporada en la categoría para después desaparecer.

### El Salamanca F.C. y la Tercera División
En el 2013 regresó, pero no con el mismo nombre ni en la misma categoría, sino que lo hizo como Salamanca F.C., jugando en grupo el VIII de la Tercera División Mexicana con el propósito de forjar un equipo competitivo y así ascender de poco a poco para regresar a la Liga de Ascenso.
Fueron equipo muy competitivo y avanzar a la liguilla de la tercera división en prácticamente todas las ediciones que ha participado pero sin conseguir el objetivo.
Su sede fue el Estadio "El Molinito"
Luego de pasar varios años en Tercera División sin conseguir el ascenso de manera deportiva, el equipo negoció su regreso a la Segunda División de México, buscando que la Serie B fuera su nueva categoría, ya que se llegó a un acuerdo con la directiva del Real Potosino para que este equipo se trasladara desde San Luis Potosí a Salamanca, adoptara el nombre de la localidad y de esta forma regresara el fútbol de segunda división a la ciudad. Sin embargo, posteriormente la Federación Mexicana de Fútbol no otorgó el aval para la participación del club en la Serie B por lo que no se concretó el movimiento. El equipo disputó la temporada 2019-2020 en la Tercera División, sin embargo, este ciclo futbolístico finalizó anticipadamente debido a los efectos de la pandemia de COVID-19, que tendría afectaciones en el futuro inmediato del proyecto salmantino  por el impacto del coronavirus.
Como consecuencia de los problemas económicos derivados de la crisis sanitaria que afectó al país, en septiembre del 2020 la franquicia del Salamanca es rentada por la Promotora Barajas Soccer, la cual lleva al equipo a jugar sus partidos como local en Tamazula de Gordiano, Jalisco, sin embargo, de manera oficial la escuadra mantuvo el nombre de Salamanca F.C. ante la Federación Mexicana de Fútbol. En 2021 la Promotora no renueva el acuerdo de préstamo y la franquicia de Salamanca F.C. dejó de participar en la Tercera División.
En 2022 regresó el fútbol de Tercera División a Salamanca cuando un grupo de empresarios locales consiguieron el préstamo de la franquicia perteneciente al club Jaral del Progreso F.C., el equipo fue nombrado como Club de Fútbol Salamanca, aunque de manera oficial mantuvo la identidad de Jaral del Progreso debido a las reglas de la liga. La directiva también intentó conseguir una franquicia de Liga Premier Serie B, sin embargo, debido a cuestiones de tiempo no fue posible conseguir esa plaza. Con esta nueva identidad el equipo regresó al Estadio Olímpico de la Sección 24. A comienzos del año 2023 este equipo se trasladó a jugar al estadio El Molinito debido a la llegada de un nuevo proyecto salmantino para jugar en la Segunda División, al finalizar esa temporada la directiva no renovó el préstamo de la franquicia de Jaral del Progreso, por lo que el CF Salamanca desapareció, aunque no el fútbol de la ciudad.

### Petroleros Catedráticos y el resurgir en la Segunda División
En enero de 2023 el Catedráticos Elite Fútbol Club cambió de sede, dejando Ameca, Jalisco para pasar a jugar como local en Salamanca. Este cambio de localidad se produjo tras un acuerdo de fusión con el club Petroleros de Salamanca que no dejó de existir como tal aunque se mantuvo por más de una década sin participar de en el fútbol profesional, el club pasó a ser llamado de forma extraoficial Catedráticos Petroleros, además, el nuevo equipo recibió el apoyo de la sección 24 del Sindicato de Trabajadores Petroleros de la República Mexicana, por lo que se estableció en el Estadio Olímpico de la Sección 24.
El nuevo equipo petrolero debutó el 2 de febrero de 2023 derrotando por 3-0 a Aguacateros Club Deportivo Uruapan.
El equipo jugó su primer torneo bajo la denominación de Catedráticos Elite, sin embargo, el 30 de junio recuperó el nombre de Petroleros de Salamanca al ser aceptado el cambio en la asamblea de dueños de la Liga Premier, retomando la identidad que se había abandonado en 2010, aunque con un pequeño matiz puesto que el equipo pasó a ser llamado oficialmente Petroleros de Salamanca Catedráticos Fútbol Club.
En la temporada 2023-24 los Petroleros terminaron la fase regular en la sexta posición del grupo 2, logrando clasificar al repechaje, sin embargo, en esa ronda fueron eliminados por el club Deportiva Venados de Mérida, Yucatán con un global de 3-1, terminando así la primera temporada del regreso de los Petroleros de Salamanca.
Para su segundo año el club enfrentó contratiempos debido a desacuerdos entre el equipo y el STPRM, por lo que los Petroleros se quedaron sin estadio, debiendo tener su sede temporal para algunos juegos del Apertura 2024 en el estadio de fútbol ubicado en las Instalaciones de la Femexfut en Toluca,finalmente, a principios del mes de octubre el equipo recibió autorización de la liga para jugar en Salamanca, aunque cambiando su sede al Estadio El Molinito, que volvió a acoger a los Petroleros luego de casi dos años jugando en el Olímpico de la Sección 24.En el plano deportivo el equipo logró superar el contratiempo y colocarse en los primeros puestos de la tabla general de la Serie A, finalizando la fase regular en la segunda posición nacional, lo que significaba el pase de los Petroleros a liguilla, sin embargo, antes de iniciar la fase final del torneo, la Liga Premier anunció la exclusión del equipo de Salamanca de la etapa por el título debido a la existencia de adeudos por parte de la directiva ante la Federación y la propia liga.

## Temporadas

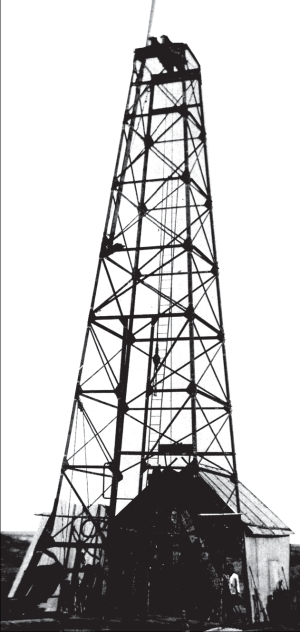
Torre de petróleo usada por el equipo.

| Torneo            | División                | Notas |
| ----------------- | ----------------------- | ----- |
| 1958-59           | Segunda división        |       |
| 1959-60           | Segunda división        |       |
| 1960-61           | Segunda división        |       |
| 1961-64           | No participó            |       |
| 1964-65           | Segunda división        |       |
| 1965-66           | Segunda división        |       |
| 1966-67           | Segunda división        |       |
| 1967-68           | Segunda división        |       |
| 1968-69           | Segunda división        |       |
| 1969-70           | Segunda división        |       |
| 1970-71           | Segunda división        |       |
| 1971-72           | Segunda división        |       |
| 1972-73           | Segunda división        |       |
| 1973-74           | Segunda división        |       |
| 1974-75           | Segunda división        |       |
| 1975-76           | Segunda división        |       |
| 1976-77           | Segunda división        |       |
| 1977-78           | Segunda división        |       |
| 1978-79           | Segunda división        |       |
| 1979-80           | Segunda división        |       |
| 1980-81           | Segunda división        |       |
| 1981-82           | Segunda división        |       |
| 1982-83           | Segunda división        |       |
| 1983-84           | Segunda división        |       |
| 1984-85           | Segunda división        |       |
| 1985-86           | Segunda división        |       |
| 1986-1996         | No participó            |       |
| 1996-97           | Primera A               |       |
| Clausura 2004     | Primera A               |       |
| Apertura 2005     | Primera A               |       |
| Clausura 2006     | Primera A               |       |
| Apertura 2006     | Primera A               |       |
| Clausura 2007     | Primera A               |       |
| Apertura 2007     | Primera A               |       |
| Clausura 2008     | Primera A               |       |
| Apertura 2008     | Primera A               |       |
| Clausura 2009     | Primera A               |       |
| Apertura 2009     | Liga Premier de Ascenso |       |
| Bicentenario 2010 | Liga Premier de Ascenso |       |
| 2010-2013         | No participó            |       |

- Ha participado en 27 torneos en la Segunda División de México: Último torneo en el 2010.
- Ha participado en 9 torneos de la Liga de Ascenso de México: Último torneo en el 2009.
- Ha participado en 5 torneos en la Tercera División de México: Categoría actual del club.

### Como Salamanca F.C. (Liga TDP)
| Temporada | División           | Posición                         |
| --------- | ------------------ | -------------------------------- |
| 2013/14   | 5.Tercera División | 2.º Grupo IX (Octavos)           |
| 2014/15   | 5.Tercera División | 1.º Grupo VIII (Treintaidosavos) |
| 2015/16   | 5.Tercera División | 2.º Grupo VIII (Treintaidosavos) |
| 2016/17   | 5.Tercera División | 4.º Grupo VIII (Dieciseisavos)   |
| 2017/18   | 5.Tercera División | 4.º Grupo VIII (Fase 1)          |
| 2018/19   | 5.Tercera División | 13.º Grupo VIII                  |
| 2019/20¹  | 5.Tercera División | 4°. Grupo VIII                   |
| 2020/21   | 5.Tercera División | 18°. Grupo X *                   |

1: Torneo suspendido por la pandemia de COVID-19, sin embargo la liga consideró los registros como oficiales y quedaron guardados en las estadísticas.

* Franquicia a préstamo, jugó oficialmente como Salamanca F.C. pero en la práctica lo hizo como Carfut Barajas Soccer

### Como C.F. Salamanca (Liga TDP)
| Temporada | División           | Posición       |
| --------- | ------------------ | -------------- |
| 2022/23   | 5.Tercera División | 8°. Grupo XI * |

* El equipo jugó oficialmente como Jaral del Progreso F.C.

### Como Petroleros de Salamanca (Catedráticos)
| Temporada     | División          | Posición                       |
| ------------- | ----------------- | ------------------------------ |
| Clausura 2023 | 3.Segunda Serie A | 11°. Grupo II*                 |
| 2023/24       | 3.Segunda Serie A | 6°. Grupo II (Reclasificación) |
| Apertura 2024 | 3.Segunda Serie A | 2°. Grupo II                   |
| Clausura 2025 | 3.Segunda Serie A | 12°. Grupo II                  |

* El equipo jugó oficialmente como Catedráticos Elite F. C.

## Evolución del Uniforme
| 1944 local | 1960 local | 2004 local | 2006 local | 2007 local | 2008 local | 2009 local | 2010 local |

## Entrenadores
- Ricardo Rayas |
- Manolo Negrete |
- Carlos Bracamontes |

## Palmarés
- Liga de Ascenso de México:(0)
  - subcampeón :(1) Apertura 2006